# Bernhard Holl
Bernhard Holl (* 30. Juli 1984 in Kuchl, Salzburger Land) ist ein österreichischer Posaunist, Komponist und Arrangeur.

## Leben
Bernhard Holl stammt aus Kuchl im Salzburger Land. Am dortigen Musikum erhielt er vom 11. bis zum 17. Lebensjahr Unterricht an der Posaune und spielte im örtlichen Musikverein. In den darauffolgenden Jahren nahm er mehrmals erfolgreich beim Landes- und Bundeswettbewerb „Prima la musica“ teil und erhielt Unterricht von Horst Küblböck. Nach der Matura an der HTL für Holzwirtschaft & Betriebsmanagement in Kuchl leistete er seinen Präsenzdienst als Posaunist und Tenorhornist bei der Gardemusik Wien ab. Ab 2003 studierte er Konzertfach Posaune sowie Instrumental- und Gesangspädagogik bei Dietmar Küblböck, Otmar Gaiswinkler, David Bruchez und Wolfgang Strasser an der Universität für Musik und darstellende Kunst Wien, der Zürcher Hochschule der Künste und der Universität für Musik und darstellende Kunst Graz. Parallel erhielt er Jazz-Unterricht bei Robert Bachner und belegte Meisterkurse bei Stefan Schulz, Ed Kleinhammer und Dave Taylor. Im Jahr 2010 beendete er sein Studium mit Auszeichnung und der Sponsion zum „Mag.art.“
Seit 2004 tritt Holl als Bühnenmusiker am Wiener Burgtheater auf, außerdem absolvierte er bereits Auftritte mit den Wiener Symphonikern, dem Tonkünstler-Orchester Niederösterreich, dem Mozarteumorchester Salzburg, dem ORF Radio-Symphonieorchester Wien, dem Tiroler Festspielorchester Erl, dem Bühnenorchester der Wiener Staatsoper und dem Orchester Wiener Akademie.
Hauptsächlich spielt Holl jedoch in nicht-klassischen Ensembles (neben Posaune auch Basstrompete, Tenorhorn und Steirische Harmonika) und ist Gründungsmitglied von da Blechhauf’n (2000) und der WüdaraMusi (2008) – für diese beiden Formationen steuerte er auch maßgeblich die Arrangements bei. Dazu spielte er u. a. mit der Blaskapelle Makos, Viera Blech, der Kapelle Josef Menzl, Pro Solist’y, MaChlast, der Musicbanda Franui, der Innsbrucker Böhmischen und diversen Big Bands wie Thomas Ganschs Don Ellis Tribute Orchestra, der Robert Bachner Big Band, Heavy Tuba oder dem Lucerne Jazz Orchestra. Darüber hinaus ist er Mitglied in Martin Grubingers Percussive Planet Ensemble, der Original Woodstock Musikanten und in Thomas Ganschs Blasmusik Supergroup.
Im Jahr 2023 stellte er den Woodmaster (eine Art Artist in Residence) beim Woodstock der Blasmusik im oberösterreichischen Innviertel – dem laut eigenen Angaben größten Blasmusikfestival Europas.
Seit 2010 lebt Holl mit seiner Familie im steirischen Johnsbach im Gesäuse. Er unterrichtet tiefe Blechblasinstrumente am Stiftsgymnasium Admont und alljährlich bei der Woodstock-Academy im Tiroler Brixental. Selbstverfasste Arrangements und Kompositionen verlegt Holl im eigenen Musikverlag XeisWorks, wo er auch seit 2020 gemeinsam mit Christian Wieder und Rupert Hörbst die Notenserie MusikHeroes für junge Blechbläser entwickelt.

## Kompositionen (Auswahl)
- Ad salutem, Blechbläserquartett
- Alles Glück auf Erden, variable Tanzlmusi-Besetzung
- Beim Kölbl, variable Tanzlmusi-Besetzung
- Festlicher Einzug, Blechbläserseptett
- Großer Adventsruf, Blechbläserseptett
- Herrgott, schau zua, Blechbläserquartett
- In Memoriam nostrorum carorum, Blechbläserquartett
- Jubilioso, Blechbläserquartett
- Sol invictus, Blechbläserquartett
- Welch’ Freude, Blechbläserquartett
- Well done, Blechbläserseptett

## Diskographie (Auswahl)
- 2006: Betörend Röhrend (da Blechhauf’n)
- 2007: Entertainment live! (da Blechhauf’n)
- 2009: BH (da Blechhauf’n)
- 2010: Wonderbrass (the ipop brass ensemble)
- 2011: On The Road (da Blechhauf’n)
- 2011: Azamat – Das Groove Ungeheuer
- 2015: da Blechhauf’n XXL (da Blechhauf’n)
- 2017: Steirische Sänger- und Musikantentreffen, Vol. 27 – live (WüdaraMusi)
- 2017: Wirtshausrunde (da Blechhauf’n)
- 2019: Home (da Blechhauf’n feat. Christoph Moschberger)
- 2021: Servus Musikanten Stammtisch – Folge 1 – live (WüdaraMusi)
- 2021: Klostermanns Wirtshausmusikanten
- 2021: Online Woodstock der Blasmusik, Vol.1 – live (WüdaraMusi)
- 2023: Musikantenstreiche (Original Woodstock Musikanten)
- 2023: Well done (da Blechhauf’n)

## TV-Produktionen (Auswahl)
- Erlebnis Österreich: da Blechhauf’n – ORF (2007)
- Wirtshausmusikanten beim Hirzinger – Bayerischer Rundfunk (2011, 2019)
- Mei liabste Weis – ORF (2012, 2015)
- Fernsehfrühschoppen – ORF (2013, 2014)
- Klingendes Österreich – ORF (2012, 2014, 2018)
- Servus Musikantenstammtisch – ServusTV (2018, 2020, 2022)
- Hoagascht – ServusTV (2014, 2019)
- Zsammg’spuit – Bayerischer Rundfunk (2016)
- Klassik am Dom – ORF (2017, 2019)
- Live vom Woodstock der Blasmusik – ORF (2022, 2023)